# Carl Ludvig Looström
Carl Ludvig Looström, född den 2 februari 1848 i Stockholm, död den 26 augusti 1922 i Klara församling i Stockholm, var en svensk konsthistoriker och museiman.
Looström blev efter estetiska och litteraturhistoriska studier vid Uppsala universitet filosofie doktor 1875. Han anställdes 1877 vid Nationalmuseum och verkade 1900–1915 som museets chef och överintendent. I Svenska slöjdföreningen var Looström 1888–1892 sekreterare och samma post innehade han vid Konstakademin 1891–1921. Bland Looströms verk märks Den svenska konstakademien 1735–1835 (1887–1891), Minne af Johan Nordenfalk (1909), Johan Tobias Sergel (1914), Kungliga akademiens för de fria konsterna samlingar af målning och skulptur (1913–1914) och I svenska konstnärskretsar (1914). Under hans tid vid Nationalmuseum utkom planschverket Från Nationalmuseets konstslöjdssamling (1900). Looström utarbetade flera kataloger, bland annat över J A Bergs och Edward Cederlunds konstsamlingar samt tillsammans med Gustaf Upmark över Karl XV:s samlingar. Han var redaktör för berättelsen om Allmänna konst- och industriutställningen 1897. Looström är begravd på Norra begravningsplatsen utanför Stockholm.

## Utmärkelser
- Kommendör av första klassen av Nordstjärneorden, 30 september 1914.[4]
- Riddare av första klassen av Vasaorden, 1890.[5]
- Officer av Franska Hederslegionen, senast 1915.[6]
- Riddare av Danska Dannebrogorden, senast 1915.[6]
- Riddare av första klassen av Norska Sankt Olavs orden, senast 1915.[6]
- Riddare av tredje klassen av Ryska Sankt Annas orden, senast 1915.[6]